# Les Mayons
Les Mayons é uma comuna francesa na região administrativa da Provença-Alpes-Costa Azul, no departamento de Var. Estende-se por uma área de 28,86 km². Em 2010 a comuna tinha 646 habitantes (densidade: 22,4 hab./km²).